# Ulica Władysława Broniewskiego w Krakowie
Ulica Władysława Broniewskiego – ulica w Krakowie, położona w całości w dzielnicy XVI Bieńczyce.

## Przebieg
Ulica zaczyna się na Rondzie gen. Maczka gdzie staje się fizycznym przedłużeniem ulicy Marii Dąbrowskiej. 250 metrów dalej na północ od ulicy odchodzą dwie przecznice w postaci osiedlowych dróg wewnętrznych: ulica gen. Urbanowicza – odchodzi w kierunku zachodnim (os. Na Lotnisku) i Andegaweńska – w kierunku wschodnim (os. Kazimierzowskie). W połowie trasy, ulica przecina się z parkiem „Planty Bieńczyckie”, dalej, przyjmując jeszcze dwa wyjazdy z osiedli Wysokiego i Jagiellońskiego po obu stronach biegnie do Ronda Hipokratesa by tam zakończyć bieg.

## Historia i infrastruktura
Polna droga o przebiegu podobnym do dzisiejszej ulicy Broniewskiego istniała już przed budową Nowej Huty i rozbudową Krakowa w tym kierunku. Właściwa ulica została wytyczona i zbudowana w pierwszej połowie lat 60. XX wieku w związku z budową okolicznych osiedli wchodzących w skład Bieńczyc Nowych. Na początku drugiej połowy lat 60. XX wieku wybudowano wzdłuż ulicy torowisko tramwajowe, przedłużone z alei gen. Andersa od strony wschodniej, które w 1966 roku zostało zwieńczone pętlą „Bieńczyce”. W roku 1997 nastąpiła przebudowa torowiska tramwajowego, biegnącego w ciągu ulicy. W 2017 roku ulica przeszła remonty nakładkowe, w ramach których zmodernizowano wypracowaną nawierzchnię jezdni, a rok później, w 2018 roku zmieniono organizację ruchu w jej ciągu, co w założeniu miało podnieść bezpieczeństwo ruchu w szczególności pieszych. Z powodu zwężenia jezdni na większości przebiegu z dwóch do jednego pasa w każdym z kierunków uporządkowano miejsca do parkowania i również wzrosła liczba miejsc postojowych.

## Otoczenie
W otoczeniu ulicy Broniewskiego znajdują się m.in.:
- Dom Handlowy „Wanda”
- Park Handlowy „Na Lotnisku”
- Pawilon handlowy z lat 60. XX wieku ze słynną Apteką „Pod Jarzębinami”
- Przychodnia NZOZ „Jagiellońskie Centrum Medyczne”